# زیردریایی بی-۸۷۱
زیردریایی بی-۸۷۱ (به انگلیسی: Soviet submarine B-871) یک زیردریایی است که طول آن 74 m می‌باشد. این زیردریایی  در سال ۱۹۹۰ ساخته شد.